# Hanno Rauterberg

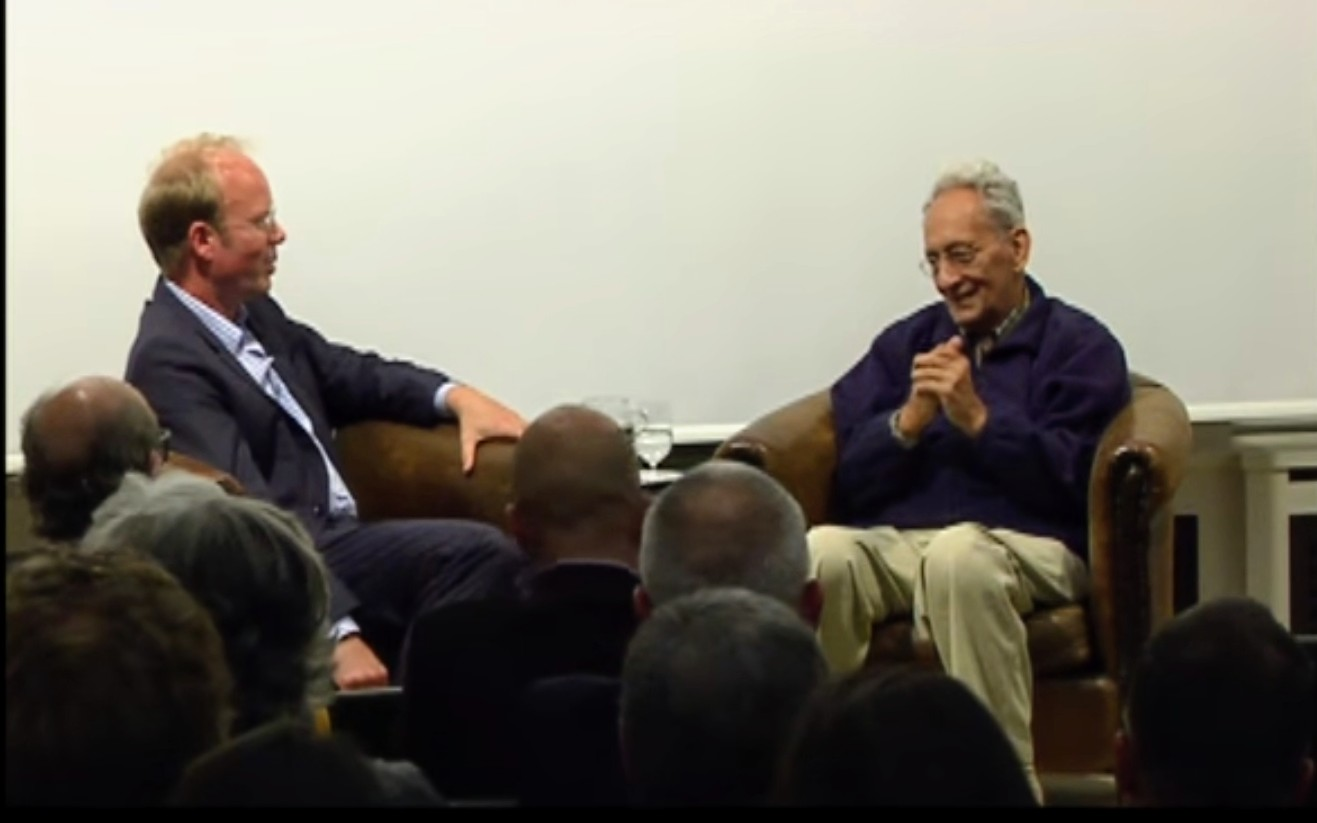
Hanno Rauterberg (links) interviewt Frank Stella (2012)

Hanno Rauterberg (* 1. Mai 1967 in Celle) ist ein deutscher Journalist, Kunst- und Architekturkritiker sowie Autor.

## Werdegang
Rauterberg wurde 1995 an der Universität Hamburg im Fach Kunstgeschichte zum Thema der Konkurrenzreliefs Lorenzo Ghibertis und Filippo Brunelleschis promoviert und absolvierte die Henri-Nannen-Schule. Anschließend arbeitete er für den Spiegel-Verlag, bis er Redakteur im Feuilleton der Wochenzeitung Die Zeit wurde. Seit 2014 ist er stellvertretender Ressortleiter des Feuilletons.
Er ist Mitglied in der Freien Akademie der Künste Hamburg.

## Auszeichnungen
- 2001: Auszeichnung im Kritikerwettbewerb der Bundesarchitektenkammer
- 2001: Deutscher Preis für Denkmalschutz
- 2003: Autorenpreis des Landesnaturschutzverbandes Baden-Württemberg
- 2009: Journalistenpreis Palladio500 (2. Preis in der Kategorie „Artikel aus der ausländischen Presse“, zusammen mit Anatolyi Kovalev)[1]
- 2017: Deutscher Reporterpreis in der Kategorie „Beste Kulturkritik“[2] für den Artikel: Der Tanz der Tugendwächter.[3]

## Buchveröffentlichungen
- Die Konkurrenzreliefs: Brunelleschi und Ghiberti im Wettbewerb um die Baptisteriumstür in Florenz. Lit, Münster 1996, ISBN 3-8258-2738-0.
- Und das ist Kunst?! Eine Qualitätsprüfung. S. Fischer, Frankfurt am Main 2007, ISBN 978-3-10-062810-7.
- Worauf wir bauen: Begegnungen mit Architekten. Prestel, München / Berlin / London / New York 2008, ISBN 978-3-7913-4014-2.
- Wir sind die Stadt! Urbanes Leben in der Digitalmoderne. Suhrkamp, Frankfurt am Main: 2013, ISBN 978-3-518-12674-5.
- Ich, der Künstler. Eine Geschichte der Kunst. Belser, Stuttgart 2013, ISBN 978-3-7630-2634-0.
- Wie frei ist die Kunst? Der neue Kulturkampf und die Krise des Liberalismus. Suhrkamp, Berlin 2018, ISBN 978-3-518-12725-4.[4]
- Die Kunst der Zukunft. Über den Traum von der kreativen Maschine (edition suhrkamp Band 2775). Suhrkamp, Berlin 2021, ISBN 978-3-518-12775-9.[5]